# Arie Bieshaar
Adrianus Gerardus Bieshaar, detto Arie, (Amsterdam, 15 marzo 1899 – Haarlem, 21 gennaio 1965), è stato un calciatore olandese, di ruolo attaccante.

## Carriera
A livello di club, Arie Bieshaar ha giocato nelle file dell'Haarlem. Con la Nazionale olandese ha giocato in totale quattro partite, senza mai segnare. Ha esordito il 29 agosto 1920 ad Anversa contro la Svezia e ha giocato la sua ultima partita con gli Oranje il 10 maggio 1923 ad Amburgo contro la Germania.
Ha preso parte ai Giochi olimpici di Anversa 1920, scendendo in campo contro Svezia e Belgio.

## Palmarès

### Nazionale
- Bronzo olimpico: 1

Paesi Bassi: Anversa 1920

## Statistiche

### Cronologia presenze e reti in Nazionale
| Cronologia completa delle presenze e delle reti in nazionale ― Paesi Bassi | Cronologia completa delle presenze e delle reti in nazionale ― Paesi Bassi | Cronologia completa delle presenze e delle reti in nazionale ― Paesi Bassi | Cronologia completa delle presenze e delle reti in nazionale ― Paesi Bassi | Cronologia completa delle presenze e delle reti in nazionale ― Paesi Bassi | Cronologia completa delle presenze e delle reti in nazionale ― Paesi Bassi | Cronologia completa delle presenze e delle reti in nazionale ― Paesi Bassi | Cronologia completa delle presenze e delle reti in nazionale ― Paesi Bassi |
| Data                                                                       | Città                                                                      | In casa                                                                    | Risultato                                                                  | Ospiti                                                                     | Competizione                                                               | Reti                                                                       | Note                                                                       |
| -------------------------------------------------------------------------- | -------------------------------------------------------------------------- | -------------------------------------------------------------------------- | -------------------------------------------------------------------------- | -------------------------------------------------------------------------- | -------------------------------------------------------------------------- | -------------------------------------------------------------------------- | -------------------------------------------------------------------------- |
| 29-8-1920                                                                  | Anversa                                                                    | Paesi Bassi                                                                | 5 – 4                                                                      | Svezia                                                                     | Olimpiadi 1920                                                             | -                                                                          |                                                                            |
| 31-8-1920                                                                  | Anversa                                                                    | Belgio                                                                     | 3 – 0                                                                      | Paesi Bassi                                                                | Olimpiadi 1920                                                             | -                                                                          |                                                                            |
| 29-4-1923                                                                  | Amsterdam                                                                  | Paesi Bassi                                                                | 1 – 1                                                                      | Belgio                                                                     | Amichevole                                                                 | -                                                                          |                                                                            |
| 10-5-1923                                                                  | Amburgo                                                                    | Germania                                                                   | 0 – 0                                                                      | Paesi Bassi                                                                | Amichevole                                                                 | -                                                                          |                                                                            |
| Totale                                                                     |                                                                            | Presenze                                                                   | 4                                                                          |                                                                            | Reti                                                                       | 0                                                                          |                                                                            |